# Quân đoàn III Hàn Quốc
Quân đoàn 3 Hàn Quốc được thành lập vào ngày 16 tháng 10 năm 1950 và trực thuộc quân đội Hàn Quốc. Biên chế của quân đoàn bao này gồm các sư đoàn bộ binh 2, 5 và 8. Hiện nay, Quân đoàn 3 do Thiếu tướng Yu Jae-hung làm tư lệnh.

## Tổng tấn công mùa xuân lần thứ 2
Trong cuộc tổng tấn công mùa xuân lần thứ 2 diễn ra ở Namjon ngày 16 tháng 5 năm 1951, quân đoàn 3 bị thiệt hại nặng nề. Ngày 25 tháng 5 năm 1951, quân đoàn 3 bị giải tán theo lệnh của Đại tướng James Van Fleet. Sau đó, Sư đoàn Bộ binh 3 được điều tới để gia nhập biên chế cùng Quân đoàn I còn Sư đoàn Bộ binh 9 thì hợp quân và nằm dưới quyền chỉ huy của Quân đoàn 10 Hoa Kỳ.
Tháng 5 năm 1953, quân đoàn 3 được tái thành lập, xây dựng theo khuôn mẫu Quân đoàn 10 Mỹ và được điều động tới Kwandae theo lệnh của Thiếu tướng Kang Mun-bong. Tháng 10 năm 1953, quân đoàn 10 được rút về và quân đoàn 3 được thay thế phân công để bảo vệ mặt trận phía đông cùng mặt trận trung tâm của các khu vực từ sông Pukhan đến Punchbowl.